# Anneli Gustafsson
Anneli Gustafsson (* im 20. Jahrhundert) ist eine ehemalige schwedische Fußballspielerin.

## Karriere

### Verein
Gustafsson gehörte im Seniorinnenbereich ausschließlich der Frauenfußballmannschaft von Malmö FF an, für die sie in der seinerzeit höchsten Spielklasse Punktspiele bestritt und im Jahr 1986 mit der Meisterschaft ihren einzigen Titel gewann.

### Nationalmannschaft
Gustafsson bestritt von 1985 bis 1989 15 Länderspiele für die A-Nationalmannschaft und erzielte fünf Tore.
Ihr Debüt gab sie im dritten Spiel der EM-Qualifikationsgruppe 3 beim 5:0-Sieg über die Nationalmannschaft Belgiens in Jönköping. Im ersten Aufeinandertreffen überhaupt, wurde sie in der 68. Minute für Gunilla Axén eingewechselt. In den letzten beiden EM-Qualifikationsspielen, erneut gegen die Nationalmannschaft Belgiens am 1. Oktober 1986 beim 2:1-Sieg in Aalst und das erste Mal gegen die Nationalmannschaft der Niederlande am 18. Oktober 1986 bei der 0:2-Niederlage in Hoogeveen, wurde sie ebenfalls berücksichtigt. Vor diesen beiden Spielen kam sie am 18. September 1986 in Veszprém in ihrem ersten von drei Freundschaftsspielen zum Einsatz; die Begegnung mit der Nationalmannschaft Ungarns endete mit einem 4:1-Sieg.
Erst im Jahr 1988 kam sie erneut und mit neun Länderspielen am häufigsten in der A-Nationalmannschaft zum Einsatz. Am 27. April bestritt sie in Vä, beim 3:0-Sieg über die Schweizer Nationalmannschaft, ihr zweites Freundschaftsländerspiel. Am 7. Mai 1988 bestritt sie gegen die Nationalmannschaft Irlands ihr erstes von drei Spielen der EM-Qualifikationsgruppe 2, bevor sie mit ihrer Mannschaft im FIFA-Frauen-Einladungsturnier 1988 vertreten war. In diesem bestritt sie fünf von sechs möglichen Spielen (2. und 3. Spiel der Gruppe C sowie die anschließenden drei Spiele der Finalrunde). Im Finale am 12. Juni in Guangzhou war sie mit ihrer Mannschaft der Nationalmannschaft Norwegens mit 0:1 unterlegen. Am 5. und 10. Juni gelang ihr beim 3:0-Sieg über die Nationalmannschaft Japans in Panyu und beim 2:1-Sieg über die Nationalmannschaft Chinas in Guangzhou jeweils ein Tor. In ihrem vorletzten Länderspiel am 26. April 1989 in Bromölla, wo ein 4:1-Sieg über die Nationalmannschaft Finnlands in Freundschaft gelang, erzielte sie gleich drei Tore. Ihr letztes Länderspiel endete ebenso mit einem 4:1-Sieg; im ersten Spiel der EM-Qualifikationsgruppe 2 war die Nationalmannschaft Polens in Helsingborg die gegnerische Mannschaft.
Bemerkenswert: Bei ihren Länderspieleinsätzen am 9. Oktober 1985, 18. September 1986, 7. Mai 1988, 5. Juni 1988 und am 22. Oktober 1989 spielte die Nationalmannschaft Schwedens das erste Mal gegen die Nationalmannschaften Belgiens, Ungarns, Irlands, Japans und Polens.

## Erfolge
- Schwedischer Meister 1986